# チェルノブイリ1986
『チェルノブイリ1986』（ロシア語: Чернобыль）は、2021年のロシアの歴史ドラマ・ディザスター映画。監督・主演はダニーラ・コズロフスキーが務めている。リクビダートルとなった消防士の視点からチェルノブイリ原子力発電所事故を描いた作品であるが、物語自体は登場人物を含めて史実を題材としたフィクションとなっている。

## ストーリー
1986年。プリピャチの消防士アレクセイは10年前に別れた恋人オリガと再会し、彼女との間に10歳になる息子アリョーシャがいたことを知る。アレクセイはオリガとの関係修復を目指すが、3人で行くはずだったピクニックの約束を反故にしたことでオリガに呆れられ、新たな任地キエフへの同行も拒否されてしまう。その日の夜、アリョーシャはアレクセイからもらったカメラを持ち友達と出かけ、そこでチェルノブイリ原子力発電所が爆発する姿を目撃する。4月26日未明、オリガとの復縁が叶わなかったアレクセイは一人でキエフに向かおうとするが、爆発音と墜落する大量の鳥を見て異変を察知し、通りかかった消防車に乗り込みチェルノブイリ原子力発電所に向かう。消火活動に加わるアレクセイだったが、先に到着していた同僚のミハイルたちが次々に被曝し、アレクセイは彼らと共に病院に搬送される。
到着が遅かったことで重度の被爆を免れたアレクセイは、原子力発電所の火災点検で通路内を把握していたことから、専門家の一人として事故対策委員会に呼び出される。彼は、そこで爆発事故が過去に例を見ないほどの重大事故であり、貯水タンクに原子炉が落下すれば水蒸気爆発の発生によって放射性物質がヨーロッパ全域に飛び散る危険性があることを聞かされる。委員会は貯水タンクの水を放出して原子炉爆発を防ごうと考えて作業志願者を募るが、アレクセイは危険性の高い作業に従事することを拒否して委員会を後にする。そのころ、プリピャチ一帯には避難命令が出され、オリガ、アリョーシャと合流したアレクセイは住民たちと共に町を脱出しようとするが、アリョーシャが被爆していることが判明する。アレクセイは「作業に参加すれば、特権としてスイスで最新の放射線治療を受けさせる」という委員会の条件を思い出し、オリガと別れて委員会に戻り、「自分の代わりに息子に治療を受けさせる」という条件で作業に参加することを承諾する。
4月28日、アレクセイはニキータ、ヴァレリィ、ボリス大佐と共に発電所内に入り制御盤の電源を入れて水を放出しようと試みるが、途中でニキータが命を落としてしまう。残った3人は浸水が進む動力室で制御盤の電源を入れることに成功するが、排水ポンプが作動せず作戦自体は失敗してしまう。ボリス大佐は手動で水の放出を試みて一人で他の部屋に向かうが、そこで大量の放射線を浴びてしまい、病院に向かう途中で死んでしまう。病院に到着したアレクセイはオリガと再会し、スイス行きの飛行機に搬送されるアリョーシャを2人で見送る。アリョーシャが飛び立った後、アレクセイはオリガと一夜を過ごし、委員会に戻っていく。アレクセイとヴァレリィは新たなチームと共に再度原子力発電所内に入り、2人で協力して水没した通路に進み、手動で排水バルブを動かすことに成功するが、地上に戻る前にヴァレリィは水死してしまう。彼は死ぬ間際にアレクセイを救うため命綱を切断するが、アレクセイはヴァレリィを助けるため通路に戻っていく。水が放出された後、アレクセイはヴァレリィの遺体と共にレスキュー隊に発見されるが、大量の放射線を浴びていたため隔離される。オリガは放射線医ジーナの計らいで隔離施設に呼ばれ、死ぬ間際のアレクセイと再会する。
3か月後、スイスでの治療を終えて回復したアリョーシャがキエフに到着し、オリガはアリョーシャを出迎える。

## キャスト
括弧内は日本語吹替版の声優。
- アレクセイ・カルプーシン - ダニーラ・コズロフスキー（小山力也）
- オリガ・サヴォスティナ - オクサナ・アキンシナ（大関英里）
- ヴァレリィ - フィリップ・アヴデーエフ（ロシア語版）（峰晃弘）
- ジーナ - ラフシャナ・クルコヴァ（ロシア語版）（上絛千尋）
- ボリス・ボブリン大佐 - ニコライ・コザック（ロシア語版）（中村和正）
- ニキータ - マクシム・ブリノフ（ロシア語版）
- トローピン - イゴール・チェルニェヴィッチ（ロシア語版）
- ミハイル - アルトゥール・ベシャストニィ
- ティグラン - サムヴェル・タデヴォシアン（ロシア語版）
- ユーリィ - ドミトリー・マトヴェーエフ
- イワン - アレクサンドル・アリャベーエフ
- コーリャ - ニコライ・アムソノフ
- セメン - パーヴェル・ダヴィドフ
- ドミトリー - ニキータ・カルピンスキー

## 製作

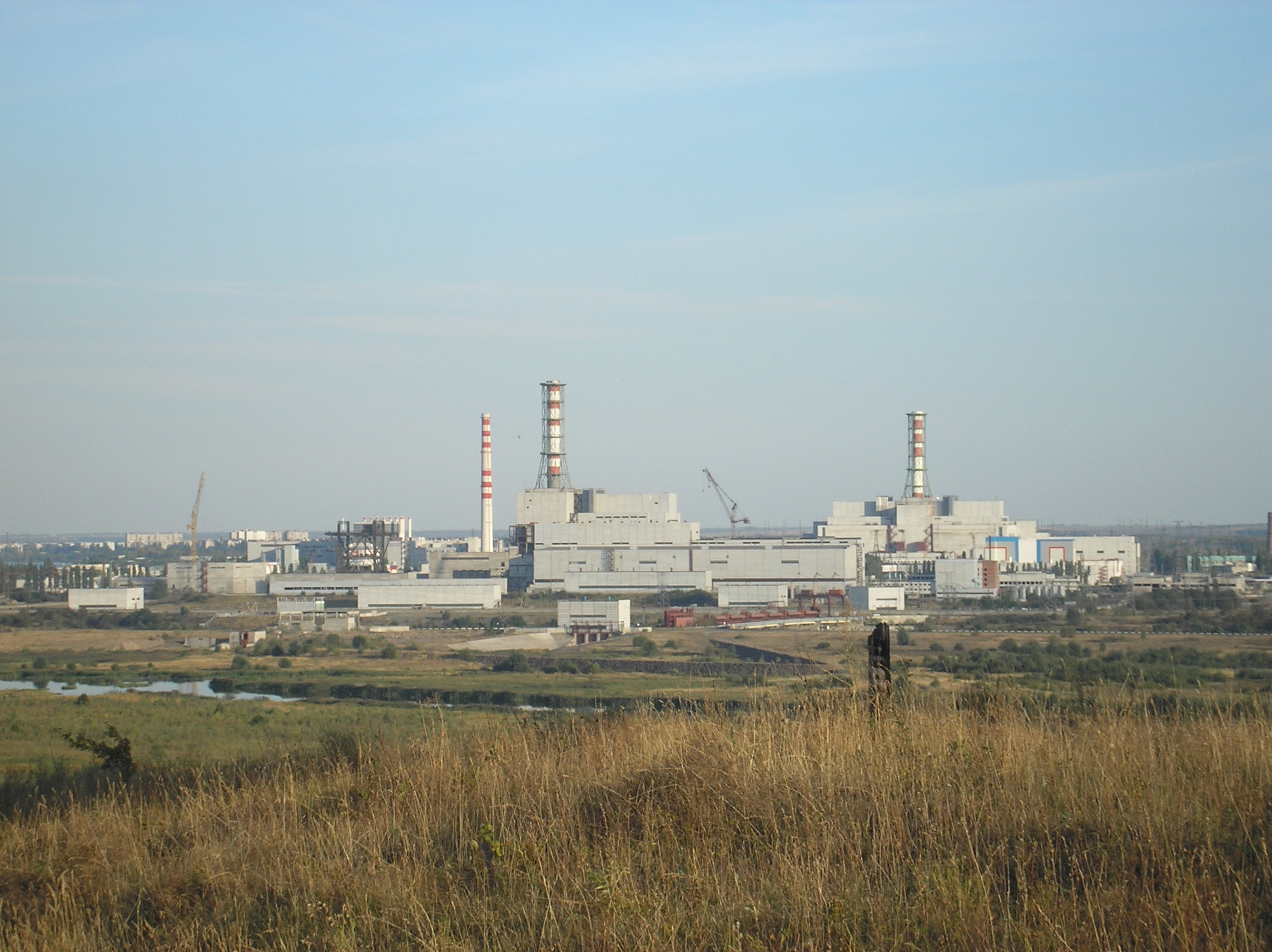
クルスク原子力発電所

プロデューサーのアレクサンドル・ロドニャンスキーはドキュメンタリー監督としてチェルノブイリ原子力発電所事故の発生直後に現地入りして撮影した経験を持ち、目にした光景を映画化することを「長年の夢」として抱いていた。2015年に『チェルノブイリ1986』の完成稿を受け取ったロドニャンスキーは、『ヴァイキング 〜海の覇者たち〜』に出演中だったダニーラ・コズロフスキーに脚本を送り、出演を依頼した。ニューヨーク・タイムズの取材を受けたコズロフスキーは、当初は出演に消極的だったものの、脚本を読み進めるうちに「私たちの国の歴史にとって影響を与えるほど重要な出来事であり、今も複雑な問題を抱えていることを理解した」という。2019年に放送されたテレビシリーズ『チェルノブイリ』では事故の実態を隠蔽しようとするソ連政府の姿を詳細に描いていたが、ロドニャンスキーとコズロフスキーは『チェルノブイリ1986』では政治的要素よりも、現地で事故の拡大を防ぐために尽力した人々（リクビダートル）の人間ドラマを描くことに焦点を当てた。
2019年6月から8月13日にかけてクルスク州のクルスク原子力発電所、モスクワ、ブダペスト、クロアチアで撮影が行われ、製作に際してはロシア映画財団とロマン・アブラモヴィッチの映画財団キノプライムから資金援助を受けている。製作中のワーキングタイトルは『Опасная вода』『Когда падали аисты』だった。

## 公開
ロシアではセントラル・パートナーシップ配給で2020年10月8日に公開が予定されていたが、COVID-19パンデミックの影響を受けて延期され、2021年4月15日に公開された。北米ではケープライト・ピクチャーズ配給で2020年7月に公開され、2021年6月3日からはNetflixで配信が開始された。日本ではツイン配給で2022年5月6日に公開され、同社は収益の一部をロシアの軍事侵攻の被害を受けたウクライナへの人道支援活動のために寄付することを発表した。なおロドニャンスキーはウクライナ人であり、コズロフスキーは戦争反対を表明している。

## 評価
ロシアの批評家からの評価は賛否両論となっている。CBCニュースのクリス・ブラウンは『チェルノブイリ1986』について「時機を逸した作品」であり、「ソ連政府が被害の大きさを隠蔽するために行った不法と嘘を軽視している」と批評した。ニュー・ミュージカル・エクスプレスのマーク・ビューモントは「『ワールド・トレード・センター』のスケールと『タイタニック』の結末を持つ古典的なディザスター映画」と評価する一方、ソ連政府に対する批判を抑えたフィクション色の強い作風については「ハリウッドは何十年も歴史を書き換えてきた。同じことをする他人を批判できるのか?」と擁護している。ニューヨーク・タイムズのヴァレリー・ホプキンスは、「HBO製作の『チェルノブイリ』が事故を引き起こしたソビエト体制の欠陥を暴くものだったのに対し、ロシア製作の『チェルノブイリ1986』は個人の役割、人々の個人的なヒロイズム、より高い目的への献身を強調しており、まさにロシアの馴染み深い文化的伝統に則った作りになっている」と批評している。